# 若葉台 (流山市)
若葉台（わかばだい）は千葉県流山市にある地名。丁目のない単独町名。郵便番号は270-0123。

## 地理
流山市の中部に位置する。全域が計画的に作られた住宅街となっている。
東は西初石、西・北は上新宿、南は上貝塚・大畔と接している。

## 世帯数と人口
2017年（平成29年）11月1日現在の世帯数と人口は以下の通りである。
| 町丁   | 世帯数  | 人口    |
| ------ | ------- | ------- |
| 若葉台 | 551世帯 | 1,281人 |

## 小・中学校の学区
市立小・中学校に通う場合、学区は以下の通りとなる。
| 番地 | 小学校               | 中学校               |
| ---- | -------------------- | -------------------- |
| 全域 | 流山市立西初石小学校 | 流山市立西初石中学校 |

## ギャラリー

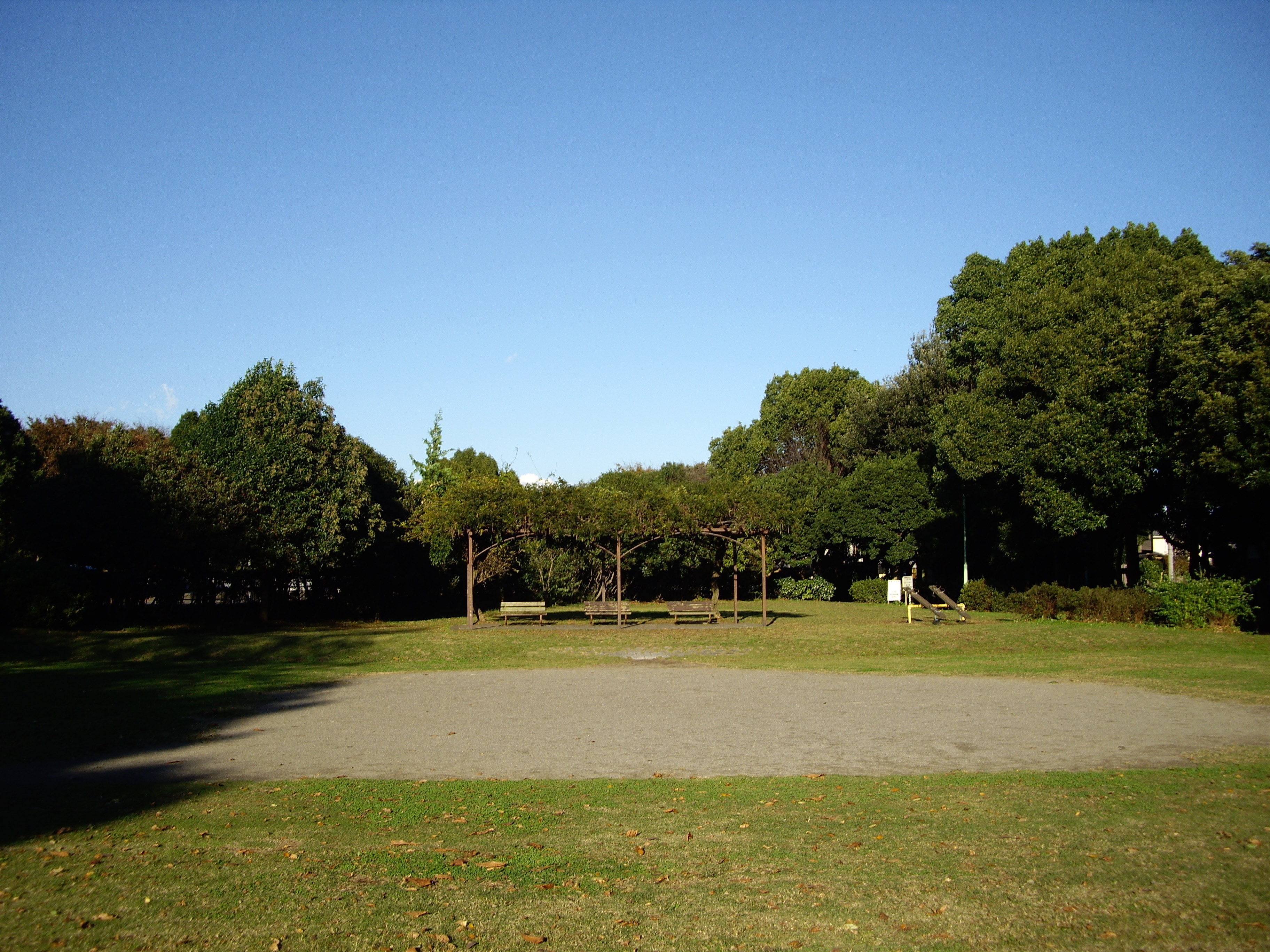
若葉台第一公園
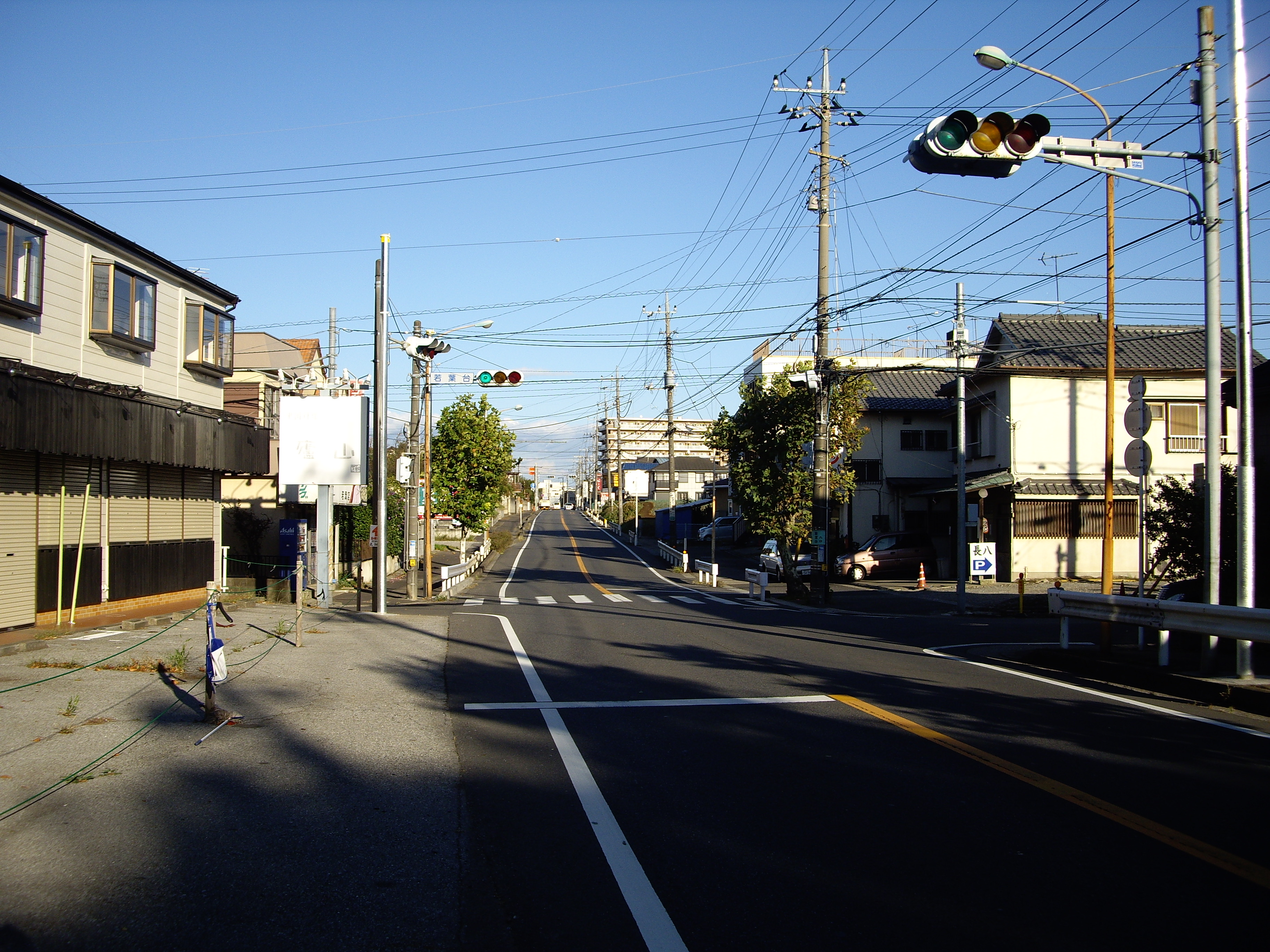
若葉台交差点